# Bellary
Bellary (kannada|ಬಳ್ಳಾರಿ, telugu: బళ్ళారి) és una ciutat i municipi de Karnataka, Índia, capital del districte de Bellary, de la subdivisió de Bellary i de la taluka de Bellary. El nom podria derivar del temple de Balleshwara (Xiva) o del rei llegendari Balla que va matar a un dimoni (Balla-ari vol dir "Enemic de Balla"), però el més probable és que derivi del nom kannada Vallari o Vallapuri. La ciutat es troba en una plana entre dos turons de granit anomenats Ballari Gudda (ಬಳ್ಳಾರಿ ಗುಡ್ಡ) i Kumbara Gudda (ಕುಂಬಾರ ಗುಡ್ಡ). Guda vol dir turó en kannada. El fort de Bellary està en el turó anomenat Ballari Gudda. Bellary té una població (cens del 2001) de 317.000. La població el 1871 era de 51.766 habitants, el 1881 de 53.460, el 1891 de 59.467 i el 1901 de 58.247. Prop de la ciutat hi ha l'aeroport de Bellary.

## Història
Vegeu: Districte de Bellary